# Breakdown (Tom Petty and the Heartbreakers)
Breakdown è un brano musicale del 1976 pubblicato da Tom Petty and the Heartbreakers, utilizzato come singolo di debutto dell'album omonimo. Il singolo fu un successo, entrando nella Top 40 dei singoli più venduti negli Stati Uniti

## Tracce
- 7" Single (US, 1976)

A. "Breakdown" – 2:39
B. "The Wild One, Forever" – 3:01
- 7" Single (US, 1977)

A. "Breakdown" – 2:39
B. "Fooled Again (I Don't Like It)" – 3:54
- 7" Single (Germany, 1977)

A. "Breakdown" – 2:42
B. "Luna" – 3:59
- 7" Single (Spain, 1978)

A. "Breakdown" – 2:42
B. "Strangered in the Night" – 3:32

## Versione di Grace Jones
Nel luglio del 1980 Grace Jones realizzò una cover del brano in chiave reggae, estratta dall'album Warm Leatherette
Il singolo fu pubblicato in una versione edit di tre minuti, solo in territorio americano, accoppiato sul lato b dal brano Warm Leatherette con l'aggiunta di una strofa scritta da Tom Petty appositamente per la Jones
Il singolo però non ebbe alcun impatto nelle classifiche.

## Tracce
- 7" single

A. "Breakdown" – 3:00
B. "Warm Leatherette" – 4:24
- 12" single

A. "Breakdown" – 5:30
B1. "Breakdown" (edit) – 3:10
B2. "Warm Leatherette" – 4:24
- 7" promotional single

A. "Breakdown" (stereo edit) – 3:00
B. "Breakdown" (mono edit) – 3:00